# The Guardian of Forever
The Guardian of Forever is het negende studioalbum van het Nederlandse duo Laser Dance. Het album is uitgebracht in 1995. Het was het album met de slechtste beoordeling van de band. Alleen de eerste helft van het album is de klassieke genre van de band (spacesynth), de overige composities (van nr. 6 tot 11) zijn vooral gericht op de techno. Michiel van der Kuy, voor wie het zijn laatste samenwerking met Laser Dance was, speelde alle synthesizerpartijen in.

## Auteurschap van werken
Gerret Frerichs, Hans-Georg Schmidt, Oliver Huntemann en Matthias Paul (de laatste onder het pseudoniem Paul van Dyk) schreven het nummer "Love Stimulation". Volgens informatie op de cover was de auteur van alle andere tracks het andere lid van Laser Dance en uitvoerend producent, Erik van Vliet.
Ondertussen zei Michiel van der Kuy in een interview dat Van Vliet, die ten tijde van Laser Dance nooit als componist of uitvoerder had gefunctioneerd, de auteursrechten van de daadwerkelijke componist kocht, en dus zijn naam kon schrijven in composities die hij nooit had gemaakt, wel verzon hij na genoeg alle titels, hoezen via Edwin van der Laag liet maken, en de gehele marketing achter Laserdance en alle andere labels deed.

## Tracklist
| Nr. | Titel                   | Duur |
| --- | ----------------------- | ---- |
| 1.  | The Guardian Of Forever | 5:21 |
| 2.  | Out Of Order            | 5:09 |
| 3.  | The Pits Of Hell        | 5:42 |
| 4.  | Break Through           | 5:03 |
| 5.  | Nightmare At Noon       | 5:31 |
| 6.  | Silent Runner           | 5:34 |
| 7.  | Love Simulation         | 5:57 |
| 8.  | Automatic Reverse       | 6:02 |
| 9.  | Mal Function            | 6:25 |
| 10. | To Protect From Erasure | 5:25 |
| 11. | The Atomic Trial        | 5:23 |